# Linkozamidy
Linkozamidy (linkosamidy) − grupa antybiotyków bakteriostatycznych. W lecznictwie stosowane są:
- linkomycyna − antybiotyk naturalny, produkowany przez bakterie z rodzaju Streptomyces lincolnensis
- klindamycyna − półsyntetyczna pochodna linkomycyny

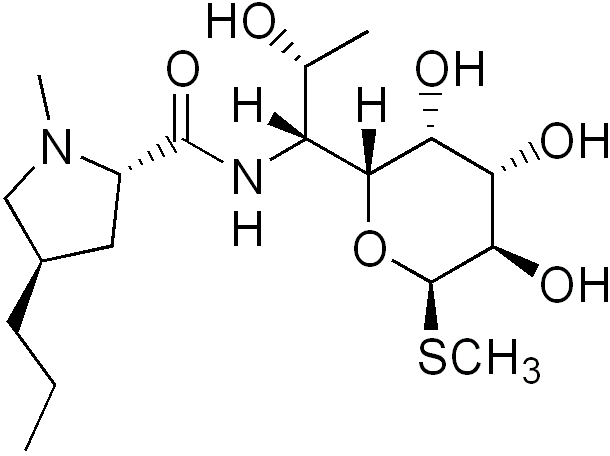
Wzór chemiczny linkomycyny

## Budowa
Linkozamidy różnią się budową od innych grup antybiotyków. Są pochodną kwasu 1-propylohygronowego i ośmiowęglowego aminocukru − metylotiolinkozaminy. Te dwie główne części składowe są połączone wiązaniem amidowym.

## Mechanizm działania
Linkozamidy działają podobnie do makrolidów. Powodują zahamowanie syntezy białek bakteryjnych, co doprowadza do śmierci komórki. 
Łączą się z podjednostką 50S rybosomu bakteryjnego i blokują zawarte w niej białko L16 oraz miejsce akceptorowe (miejsce A). Uniemożliwiają w ten sposób przyłączanie się kolejnych aminokwasów do powstającego łańcucha peptydowego (Zobacz też: biosynteza białka).
W wyższych stężeniach linkozamidy mogą działać również bakteriobójczo.
Makrolidy oraz chloramfenikol, ze względu na fakt, że działają w ten sam sposób mogą osłabiać (antagonizować) działanie linkozamidów.

## Zakres działania i zastosowanie
Linkozamidy są skuteczne w walce z bakteriami Gram-dodatnimi i Gram-ujemnymi beztlenowcami. Nie działają na Gram-ujemne tlenowce (np. Shigella, Salmonella, Proteus). Stosuje się je m.in. w chorobach takich jak:
- zakażenia brzuszne i ginekologiczne beztlenowcami (szczególnie Bacteroides fragilis)
- zakażenia układu oddechowego i tkanek miękkich beztlenowcami
- błonica
- posocznica gronkowcowa
- zapalenie szpiku kostnego
- w stomatologii (np. ropnie okołozębowe, po ekstrakcjach zębów)

## Farmakokinetyka
Klindamycyna wchłania się dobrze z przewodu pokarmowego, jednak ze względu na jej bardzo gorzki smak, podaje się raczej estry (palmitynian klindamycyny). Linkomycyna natomiast wchłania się z przewodu pokarmowego słabo.
Antybiotyki te ulegają łatwej i szybkiej dystrybucji, silnie przenikają do tkanek (bardzo dobrze do zębów i kości).
Po dostaniu się do układu krążenia, ulegają biotransformacji (klindamycyna w 90%). Metabolity i antybiotyk w postaci niezmienionej są wydalane z moczem.

## Działania niepożądane
Linkozamidy należą do niezbyt toksycznych antybiotyków. Najczęstszym działaniem niepożądanym są biegunki. Mogą też spowodować wtórne zakażenia przewodu pokarmowego bakteriami Clostridium difficile, które mogą zasiedlić jelito po przetrzebieniu naturalnej flory bakteryjnej.
Niekiedy mogą wywoływać reakcje uczuleniowe lub podrażnienie w miejscu podania.